# Ordine Nuovo (movimento)
Nota: Este artigo é sobre o movimento político.Se procura, a revista, consulte L'Ordine Nuovo (revista).
Ordine Nuovo (em português, "Nova Ordem") foi a mais importante organização extraparlamentar de extrema-direita do pós-guerra na Itália. Fundada em 1956 por Pino Rauti, expoente do Movimento Social Italiano, após as cisões que se criaram no congresso de Viareggio, em 1954, foi dissolvida oficialmente em 1973, por decreto do ministro do Interior Paolo Emilio Taviani, dois dias após a condenação dos seus dirigentes, sob a acusação de reconstituição do extinto Partido Nacional Fascista, pelo Tribunal de Roma, em 21 de novembro de 1973. 
Muitos dos seus integrantes, inclusive Rauti, estiveram implicados em ataques terroristas.